# 알사사우루스
알사사우루스(Alxasaurus)는 중생대 백악기 전기, 오늘날 아시아 대륙에서 서식한 2족보행의 초식 공룡이다. 용반류에 속하는 종이다. 화석은 중국 내몽골에서 발견되었다. 전체 몸 길이는 약 3m~4.5m, 체중은 약 350kg~400kg정도 나갔을 것으로 추정된다. 머리 부분은 가늘고 긴 삼각형 모양이다. 코 끝부분은 둥글고, 아래턱에는 작은 이빨이 있다. 긴 다리에는 커다란 갈퀴 모양의 발톱이 있다. 꼬리는 짧다.